# Carl Franklin
Carl Michael Franklin, noto semplicemente come Carl Franklin (Richmond, 11 aprile 1949), è un regista, attore e sceneggiatore statunitense.

## Biografia
Si è laureato nel 1986 in discipline artistiche ed è noto prevalentemente per aver diretto il film Il diavolo in blu con Denzel Washington.
Nel mondo della televisione lo si ricorda per l'interpretazione del capitano Crane dalla seconda alla quarta stagione di A-Team, per la durata di sedici episodi dal 1983 al 1985.
Ha ricevuto varie nomination, prevalentemente in concorsi di rilevanza locale.

## Filmografia parziale

### Attore

#### Cinema
- In the Heat of Passion (1992), regia di Rodman Flender

#### Televisione
- L'incredibile Hulk (The Incredible Hulk) – serie TV, episodio 1x10 (1978)
- A-Team (The A-Team) - serie TV, 17 episodi (1983-1985)
- MacGyver - serie TV, 1 episodio (1985)
- ALF - serie TV, 2 episodi (1987)

### Regista

#### Cinema
- Qualcuno sta per morire (One False Move) (1992)
- Il diavolo in blu (Devil in a Blue Dress) (1995)
- La voce dell'amore (One True Thing) (1998)
- High Crimes - Crimini di stato (High Crimes) (2002)
- Out of Time (2003)
- Bless Me, Ultima - Oltre il bene e il male (Bless Me, Ultima) (2013)

#### Televisione
- I Am the Night - miniserie TV, 2 episodi (2019)
- Mindhunter - serie TV, 4 episodi (2019)
- Dahmer - Mostro: la storia di Jeffrey Dahmer - miniserie TV, 1 episodio (2022)

### Produttore
- I Am the Night - miniserie TV, 6 episodi (2019)